# Richard Ratka
Richard Hermann Ratka (* 26. November 1963 in Dortmund) ist ein ehemaliger deutscher Handballspieler und -trainer.
Ratke begann bei der SG Massen mit dem Handballspielen. In seiner Zeit als Spieler war er in der Bundesliga drei Jahre für TuRa Bergkamen und zehn Jahre für TuRU Düsseldorf aktiv. Er bestritt 290 Bundesligaspiele – davon 245 für Düsseldorf – in denen er insgesamt 1209 Tore erzielte.
Für die deutsche Nationalmannschaft spielte Ratka in 71 A-Länderspielen, in denen er 182 Tore warf.
Nachdem Ratka verletzungsbedingt seine Karriere beenden musste, wurde er Trainer. Von 1998 bis 2004 trainierte er die HSG Düsseldorf. Dann wechselte er für eine Saison zum VfL Gummersbach. Von 2005 bis Februar 2010 war er Trainer bei GWD Minden. Im Sommer 2011 übernahm er das Traineramt des Zweitligisten DHC Rheinland bis zur Insolvenz des Clubs. Ab August 2013 trainierte Ratka die SG Ratingen 2011, mit der er 2014 in die 3. Liga aufstieg. Im Sommer 2016 beendete er diese Tätigkeit aus privaten Gründen.

## Erfolge
- 10. Platz bei den Olympischen Spielen 1992
- EHF-Pokal 1989